# Fuoco Fatuo (personaggio)
Fuoco Fatuo, il cui vero nome è Jackson Arvad, è un personaggio dei fumetti, creato da Len Wein (testi) e Ross Andru (disegni), pubblicato dalla Marvel Comics. La sua prima apparizione è in The Amazing Spider-Man (prima serie) n. 167 (aprile 1977).

## Biografia del personaggio
In seguito ad un incidente, lo scienziato Jackson Arvad, dipendente della Brand Corporation (successivamente denominata Roxxon Energy Corporation), divenne intangibile ed ottenne una notevole forza oltre alla capacità di volare tramutando il suo corpo in un fascio di energia. Si è scontrato diverse volte con Spider-Man, inizialmente per il volere del dottor Jonas Harrow e, successivamente, in occasione delle sue azioni di vendetta contro la Brand Corporation, causa della sua condizione.
1. ↑  Il termine volume è usato in lingua inglese, in questo contesto, per indicare le serie, pertanto Vol. 1 sta per prima serie, Vol. 2 per seconda serie e così via.